# سارالان
سارالان هي قرية في مقاطعة أرومية، إيران. يقدر عدد سكانها بـ 248 نسمة بحسب إحصاء 2016.